# Rana jiemuxiensis
Rana jiemuxiensis es una especie de anfibio anuro de la familia Ranidae.

## Distribución geográfica
Esta especie es endémica de Hunan en la República Popular China.

## Descripción
Rana jiemuxiensis mide de 34 a 54 mm. Su parte posterior es de color marrón grisáceo con manchas negras dispersas. Su superficie ventral es de mármol blanquecino con negro.
La temporada de reproducción se extiende de febrero a marzo, con un pico a principios de marzo. Este período varía según las precipitaciones y las actividades agrarias. Los criadores se reúnen cerca de los campos de arroz que el agua ha inundado. Los huevos se ponen en masa de 200 a 1500 y la metamorfosis se produce unos dos meses más tarde.

## Etimología
El nombre de la especie está compuesto de jiemuxi y del sufijo latino -ensis que significa "que vive, que habita", y le fue dado en referencia al lugar de su descubrimiento, la Reserva Natural Nacional Jiemuxi en el oeste de Hunan.

## Publicación original
- Yan, Jiang, Chen, Fang, Jin, Li, Wang, Murphy, Che & Zhang, 2011 : Matrilineal history of the Rana longicrus species group (Rana, Ranidae, Anura) and the description of a new species from Hunan, southern China. Asian Herpetological Research, vol. 2, n.º 2, p. 61-71[4]